# Тяньхэ (аэропорт)
Международный аэропорт Ухань-Тяньхэ (ИАТА: WUH, ИКАО: ZHHH) — аэропорт, обслуживающий Ухань, столицу провинции Хубэй, Китай. Был открыт 15 апреля 1995 года, заменив старые аэропорты Ханькоу-Ваньцзядун и Наньху в качестве основного аэропорта Уханя. Аэропорт расположен в пригородном районе Хуанпи города Ухань, на расстоянии 26 километров к северу от центра города. Является самым загруженным аэропортом в центральной части Китая, поскольку географически расположен в центре сети маршрутов авиакомпаний Китая. Аэропорт является хабом для авиакомпаний Air China, China Eastern Airlines и China Southern Airlines. На конец 2019 года из аэропорта выполняются рейсы по международным направлениям, таким как Москва, Нью-Йорк, Сан-Франциско, Лондон, Токио, Рим, Стамбул, Дубай, Париж, Сидней, Бангкок, Осака, Сеул и Сингапур.
В 2016 году аэропорт обслужил 20 772 000 пассажиров, что делает его 14-м по загруженности пассажиропотоком в Китае. Имя Tianhe (天河) может быть буквально переводится как «Небесная река»; это также одно из названий Млечного Пути на древнем китайском языке.
С 1 января 2019 года пассажиры из 53 стран, таких как Россия, страны ЕС, Япония, Южная Корея, США, при поездке в третью страну могут въезжать в Китай из этого аэропорта без китайской визы на срок до 144 часов.

## История
Чтобы создать замену устаревшему аэропорту Ванджиадун, китайское правительство 1 июля 1985 года дало разрешение на постройку коммерческого аэропорта в городе Тяньхэ, район Хуанпи, Ухань. Первый этап строительства начался в декабре 1989 года и закончился в апреле 1994 года. Аэропорт был запущен 15 апреля 1995 года, изначально он выполнял только внутренние рейсы, статус международного получил в 2000 году.
Аэропорт, за время существования, расширился дважды — сначала для Терминала 2, а затем для Терминала 3, новой диспетчерской вышки и второй взлетно-посадочной полосы.
Ухань открылся для межконтинентальных полетов 11 апреля 2012 года, когда Air France начала обслуживать рейс из Парижа.
С 23 января по 8 апреля 2020 года аэропорт был временно закрыт в связи с вспышкой коронавируса, все регулярные рейсы были отменены.

## Инфраструктура

### ВВП
Международный аэропорт Тяньхэ имеет две взлетно-посадочные полосы.

#### Взлетно-посадочная полоса Запад (04L 22R)
Длина: 3400 метров (11 200 футов), ширина: 45 метров (148 футов)

#### Взлетно-посадочная полоса Восток (04R 22L главная взлетно-посадочная полоса)
Длина: 3600 метров (11 800 футов) , ширина: 60 метров (200 футов)

#### Курсо-глиссадная система
Аэропорт Тяньхэ оборудован ILS II на южной стороне (главная посадочная сторона), ILS I на северной стороне. Восточная взлетно-посадочная полоса оборудована системами слепой посадки.

### Терминалы

#### Терминал 1 (снесен)
Терминал 1 был открыт в 1995 году, когда все авиарейсы были переведены из аэропорта Наньху в международный аэропорт Тяньхэ. Он был расположен там, где сейчас находится западный зал Терминала 3. Являлся единственный терминалом аэропорта, пока не был завершен Терминал 2 в 2008 году.
С 2008 года все внутренние рейсы стали выполняться на Терминал 2, а международные рейсы все ещё выполнялись на Терминал 1. Терминал 1 был закрыт в 2010 году. Новый международный терминал был построен в 2010 году и подвергся дальнейшему расширению после значительного увеличения числа международных рейсов. Позже Терминал 1 был снесен во время строительства Терминала 3.

#### Терминал 2 (закрыт)
Терминал 2 был основным терминалом для аэропорта Тяньхэ в течение 2008—2017 годов, и обслуживал только внутренние авиалинии. Его площадь составляет 121 200 квадратных метров, а проектная мощность — 13 миллионов пассажиров и 320 000 тонн грузов в год. Проект был завершен 15 апреля 2008 года общей стоимостью 3,37 миллиарда юаней (421,5 миллиона долларов США). К 2010 году Ухань обслуживал не менее 5 международных и 100 внутренних маршрутов. Грузоподъемность аэропорта должна составить 144 000 тонн.
Терминал 2 был закрыт для модернизации в середине 2017 года, когда Терминал 3 был официально открыт.

#### Международный терминал (закрыт)
Международный терминал был открыт в декабре 2010 года, и все международные рейсы и рейсы в Гонконг, Макао и Тайвань выполнялись в международном терминале с 2010 по 2017 год. После закрытия старого Терминала 1 в 2010 году Международный Терминал иногда ошибочно назывался пассажирами «T1».
Одноэтажный терминал расположен на юго-западе относительно Терминала 2. Его площадь составляет 5310 квадратных метров.
Из-за его компактных размеров и растущего числа международных рейсов поступили жалобы на то, что Терминал 1 «слишком переполнен». В 2013 году средний трафик отправления составлял 880 человек в час в течение пикового сезона, что было намного больше, чем его проектная максимальная пропускная способность 550 человек.
Международный терминал был закрыт в середине 2017 года, и в будущем он будет превращен в чартерный и VIP-терминал.

#### Терминал 3
Начиная с 31 августа 2017 года, все рейсы из первоначального Международного терминала (международный, Гонконг, Макао и Тайвань) и T2 (внутренний) были перенесены в Терминал 3, который вмещает до 35 миллионов пассажиров. После открытия нового Терминала 3 T1 и T2 были временно закрыты на реконструкцию. T1 планируется использовать в качестве VIP-терминала. T2 будет подвергаться реконструкции и вновь открываться, когда пассажиры в T3 превысят проектный предел.
У T3 есть новый зал вылета, рестораны и магазины беспошлинной торговли.
Строительство Терминала 3 началось в июне 2013 года и было закончено 31 августа 2017 года. Новая взлетно-посадочная полоса, новая диспетчерская вышка и транспортный узел, соединяющий аэропорт с городом междугородной железной дорогой и линией метро, были построены и открыты вместе с новым терминалом.

## Галерея
- Зал вылета аэропорта
- Терминал 2
- Внутри аэропорта
- Зона выдачи багажа
- Парковка под аэропортом
- Терминал 2
- Международный терминал (новый Терминал 1)
- 1-я скоростная автомагистраль аэропорта
- 2-я скоростная автомагистраль аэропорта
- Терминал 3

## Наземный транспорт
Две скоростные автомагистрали S18 в аэропорту Ухань и 2-я скоростная автомагистраль S19 в аэропорту Ухань (в настоящее время S18 закрыта из-за дорожных работ) соединяют аэропорт с центром города Ханькоу (район Уханя).
Между аэропортом Ухань Тяньхэ и городским районом Уханя есть ограниченное автобусное сообщение.
Междугородная железная дорога Ухань—Сяогань, одна из линий междугородной железной дороги Ухань, обслуживает аэропорт Ухань Тяньхэ. Эта железная дорога открылась в декабре 2016 года.
Продление линии 2 Уханьского метро до аэропорта Тяньхэ было открыто 28 декабря 2016 года.

## Дальнейшее развитие
В настоящее время Тяньхэ является единственным гражданским аэропортом в столичном районе Ухань. Тем не менее, городские власти рассматривают перепрофилирование военного аэропорта Шанхо, расположенного в городе Шанпо, район Цзянся, как коммерческий грузовой аэропорт. Если планы будут реализованы, Шанпо станет вторым аэропортом Уханя.